# Hemileuca nutalli
Hemileuca nutalli är en fjärilsart som beskrevs av John Kern Strecker 1875. Hemileuca nutalli ingår i släktet Hemileuca och familjen påfågelsspinnare. Inga underarter finns listade i Catalogue of Life.